# Plešovica
Plešovica (684 m) – szczyt w Wielkiej Fatrze na Słowacji. Wznosi się nad miejscowością Blatnica. Jest to podłużne wzniesienie tworzące północno-zachodnie zbocza Gaderskiej doliny. Północno-zachodnie stoki Plešovicy opadają do zabudowanego lub pokrytego polami uprawnymi obszaru Blatnicy na Kotlinie Turczańskiej, południowo-zachodnie wznoszą się bezpośrednio nad zabudowaniami Blatnic. W kierunku północno-wschodnim Plešovica przechodzi w grzbiet Pekarovej z Zamkiem Blatnica.
Plešovica jest całkowicie porośnięta lasem, ale jest w nim wiele wapiennych skał i ścian. Położona jest na obszarze Parku Narodowego Wielka Fatra i podlega dodatkowej ochronie, znajduje się bowiem w rezerwacie przyrody Tlstá. Jest to rezerwat o najwyższym (piątym) stopniu ochrony.
Na Plešovicy jest kilka jaskiń: Dupná jaskyňa nr 1 i nr 2, Rémová i Úžľabina. W jaskini Rémová archeolodzy znaleźli igłę z brązu i inne artefakty. Na szczycie są też pozostałości ufortyfikowanej osady celtyckiej z okresu lateńskiego. Jej wały zachowały się do dziś.